# Danhausen
Donovan Danhausen (nacido el 17 de agosto de 1990), más conocido con el nombre Danhausen, es un luchador profesional estadounidense, que actualmente trabaja para All Elite Wrestling. Anteriormente era conocido por su trabajo en Full Impact Pro (FIP) y Ring of Honor.

## Carrera de lucha libre profesional

### Circuito independiente (2013-presente)
Danhausen fue entrenado para luchar por Jimmy Jacobs y Truth Martini e hizo su debut en la lucha libre profesional el 18 de octubre de 2013, siendo conocido por apegarse a un truco ilustrado por su atuendo espeluznante y su rostro pintado. Compitió en BLP Slamilton 2, un evento producido por Black Label Pro Wrestling, donde se asoció con Ethan Page y Swoggle para derrotar a Blood Diamond (Jake Lander, Joshua Bishop y Tre Lamar) por el Campeonato de Parejas de BLP. Compitió por Capital City Championship Combat en C4 Combat Shock - 12th Anniversary el 21 de noviembre de 2019, donde derrotó a Tony Deppen. En FU / Freelance No creo que estemos en Chicago más a partir del 10 de octubre de 2020, un evento producido por Freelance Underground Wrestling, se asoció con Warhorse como Warhausen, derrotando a The Brothers Of Funstruction (Ruffo The Clown y Yabo The Clown) por descalificación, por lo tanto, no logró capturar el Campeonato de Parejas de FU. En F1RST Wrestling Saturday Night Nitro, un evento producido por F1RST Wrestling el 7 de marzo de 2020, Danhausen luchó contra Orange Cassidy en un no-contest. 

### Ring of Honor (2019-2021)
Danhausen hizo su primera aparición para Ring of Honor en ROH Wrestling #429 el 2 de noviembre de 2019, donde desafió sin éxito a Shane Taylor por el Campeonato Mundial de Televisión de ROH. Continuó haciendo apariciones esporádicas como en ROH Wrestling #437 donde se quedó corto ante Rhett Titus el 11 de enero de 2020, y en ROH Honor Reigns Supreme 2020 el 12 de enero, donde anotó una derrota contra Dak Pañero. En ROH Free Enterprise el 9 de febrero de 2020, Danhausen participó en una batalla real de 20 hombres.para determinar el contendiente número uno para el Campeonato Mundial de ROH, donde compitió contra el ganador Flip Gordon, Gangrel, PJ Black, Tracy Williams y otros. En ROH Final Battle 2020 del 18 de diciembre, derrotó a Brian Johnson por descalificación. En ROH 19th Anniversary Show el 26 de marzo de 2021, Danhausen compitió en un combate a cuatro bandas, quedando corto frente al ganador, Brian Johnson y LSG.

### All Elite Wrestling (2022-presente)
El presidente de AEW, Tony Khan, anunció su fichaje por la promoción.

## Estilo y personalidad de lucha profesional
Danhausen ha descrito su personaje como "Conan O'Brien fue poseído por un demonio". El personaje cree que puede hacer cosas sobrenaturales, como disparar un rayo con el dedo. La voz de su personaje se basa en O'Brien y Mark Hamill's Joker. Danhausen a menudo se refiere a sí mismo en tercera persona.

## Vida personal
Desde 2018, Danhausen está casado con la bailarina de burlesque canadiense Lauren Jiles, conocida profesionalmente como Lou Lou la Duchesse de Rière. Es padrastro de la hija de Jiles. En abril de 2024 salió a la luz una noticia en la que se conoció que Lauren y Donovan iban a ser padres, pero el embarazo se interrumpió debido a un aborto. En enero de 2025, el propio Danhausen en sus redes sociales anunció que esperaba un bebé junto a Lauren.

## Campeonatos y logros
- All Elite Wrestling
  - Tag Team Casino Battle Royale (2023) – con Orange Cassidy
- Black Label Pro
  - BLP Tag Team Championship (1 vez) – con Ethan Page & Swoggle

- Full Impact Pro
  - FIP Florida Heritage Championship (1 vez)[1]

- Pro Wrestling Illustrated
  - Clasificado n.º 158 de los 500 mejores luchadores individuales en el PWI 500 en 2020[2]